# Episodi di Summer Camp Island - Il campeggio fantastico (quinta stagione)
La quinta stagione della serie animata Summer Camp Island - Il campeggio fantastico, composta da 15 episodi, è stata pubblicata negli Stati Uniti, da HBO Max, il 9 dicembre 2021.
In Italia viene trasmessa dal 15 gennaio al 27 febbraio 2022 su Cartoon Network.
| nº                         | Titolo originale                                                     | Titolo italiano              | Pubblicazione USA          | Prima TV Italia            |
| Barb and the Spotted Bears | Barb and the Spotted Bears                                           | Barb and the Spotted Bears   | Barb and the Spotted Bears | Barb and the Spotted Bears |
| -------------------------- | -------------------------------------------------------------------- | ---------------------------- | -------------------------- | -------------------------- |
| 1                          | Barb and the Spotted Bears Chapter 1: A Barb is Born                 | Orsi Contro Felci            | 9 dicembre 2021            | 15 gennaio 2022            |
| 2                          | Barb and the Spotted Bears Chapter 2: Hot Milk and Careless Whispers | Orsi a Nanna                 | 9 dicembre 2021            | 15 gennaio 2022            |
| 3                          | Barb and the Spotted Bears Chapter 3: Nightcap                       | Trappola di Gelatina         | 9 dicembre 2021            | 16 gennaio 2022            |
| Betsy and the Ghost        |                                                                      |                              |                            |                            |
| 4                          | Betsy and the Ghost Chapter 1: Burp n' Sighs                         | Ruttini e Sospiri            | 9 dicembre 2021            | 19 febbraio 2022           |
| 5                          | Betsy and the Ghost Chapter 2: Boo Jeans                             | I Boo Jeans                  | 9 dicembre 2021            | 19 febbraio 2022           |
| 6                          | Betsy and the Ghost Chapter 3: There's a Racket In My Hope Chest     | Un giorno da fantasma        | 9 dicembre 2021            | 26 febbraio 2022           |
| Susie and her Sister       |                                                                      |                              |                            |                            |
| 7                          | Susie and her Sister Chapter 1: Heathers                             | La Sorellina di Susie        | 9 dicembre 2021            | 16 gennaio 2022            |
| 8                          | Susie and her Sister Chapter 2: Hot Corn Girls                       | La Ragazza del Mais          | 9 dicembre 2021            | 5 febbraio 2022            |
| 9                          | Susie and her Sister Chapter 3: Mildred's Friend                     |                              | 9 dicembre 2021            |                            |
| Oscar and the Monsters     |                                                                      |                              |                            |                            |
| 10                         | Oscar and the Monsters Chapter 1: Unaccompanied Oscar                | Consolare un Amico           | 9 dicembre 2021            | 5 febbraio 2022            |
| 11                         | Oscar and the Monsters Chapter 2: Tiny Outburst Society              | La Società del Piccolo Sfogo | 9 dicembre 2021            | 12 febbraio 2022           |
| 12                         | Oscar and the Monsters Chapter 3: Witches' Brew                      | L'Infuso Stregato            | 9 dicembre 2021            | 12 febbraio 2022           |
| The Babies                 |                                                                      |                              |                            |                            |
| 13                         | The Babies Chapter 1: Breakfast Errands                              | Commissioni a Colazione      | 9 dicembre 2021            | 26 febbraio 2022           |
| 14                         | The Babies Chapter 2: Teacup Giant                                   | La tazza da gigante          | 9 dicembre 2021            | 27 febbraio 2022           |
| 15                         | The Babies Chapter 3: Lem Is Nothing                                 | L'Invito Contraffatto        | 9 dicembre 2021            | 27 febbraio 2022           |

## Orsi Contro Felci
Barb spunta da un fiore ai tempi in cui l'isola era popolata da animali feroci e piante. Durante il terzo giorno, Barb cerca di salvare le felci dall'essere mangiate dagli orsi, tuttavia gli orsi stanno diventando sempre più affamati.

## Orsi a Nanna
Barb cerca di calmare gli orsi cercando di farli dormire, tuttavia nessuno sull'isola sembra conoscere il riposo.

## Trappola di Gelatina
Barb e gli elfi si riuniscono al lago di gelatina in cima alla montagna per proteggere la fonte di tutta la magia da una coppia di diabolici intrusi.

## Ruttini e Sospiri
Alla vigilia dell'esilio di Ramona dal Tempo Congelato, Susie cerca di sbarazzarsi del triste ricordo della loro relazione, tuttavia si ritrova perseguitata dal suo passato.

## I Boo Jeans
Betsy passa la sua prima notte a Summer Camp Island e non vede l'ora di passare una piacevole serata. Tuttavia, quando Alice la convince a partecipare a un rituale di iniziazione, Betsy si perde nel bosco.

## Un giorno da fantasma
Betsy cerca di non farsi trovare dalle streghe.

## La Sorellina di Susie
La nuova sorellina di Susie ha un gran talento per la magia, tuttavia non riesce a controllarla e causa problemi alla comunità.

## La Ragazza del Mais
Susie compie quindici anni e aspetta con ansia l'arrivo dei genitori per fare il Rito Gibboso, in modo tale da diventare ufficialmente una strega.

## Susie and her Sister Chapter 3: Mildred's Friend
Bloccata in una situazione di stallo con Susie su chi chiederà scusa per prima, Mildred scappa nel bosco e fa amicizia con un fantasma.

## Consolare un Amico
Quando Oscar non viene invitato alla festa di compleanno di Alexa, Mortimer cerca di farlo sentire meglio raccontandogli un momento simile della sua vita. Tuttavia Oscar si ritrova a dover tornare indietro nel tempo per aiutare un giovane Mortimer a superare la triste esperienza.

## La Società del Piccolo Sfogo
Dopo aver scoperto che il giovane Mortimer voleva entrare in una società segreta che l'ha respinto, Oscar lo aiuta a fondare un nuovo club nel campus. Tuttavia i mostri sono costretti a nascondere la loro ritrovata amicizia alla scuola e a Stuart.

## L'Infuso Stregato
Mortimer e i mostri devono capire come rimandare Oscar ai suoi tempi. Trovano quindi l'unica persona che può aiutarli: una strega.

## Commissioni a Colazione
Frustrato dal fatto che non conosca la sua identità magica, Oliver convince Susie a dirglielo per mezzo di una protesta. Non volendo nessuno a casa sua, Susie porta Oliver a fare una serie di commissioni per aiutarlo a capirlo.

## La tazza da gigante
Susie manda Alexa ai fiordi per allenarsi come un gigante, tuttavia le sue piccole dimensioni rendono complicate le cose.

## L'Invito Contraffatto
Dopo essere finito nei guai con Susie, Lem scappa nel Tempo Congelato per nascondersi da Ramona, Tuttavia viene presto fiutato dal temibile Jabberwock.